# Установа
Установа или институција (од лат. instituere, у значењу: поставити, основати) је систем одвијања друштвених односа, тј. као стабилизован начин понашања у циљу остварења одређених друштвених циљева. Установе у друштво не уносе само стабилност, него ред и поредак, омогућавајући међусобни живот људи. Установе су темељ културе, цивилизације и залога њихове постојаности. У свакодневном говору често се појам установе блиско везује са појмом јавне службе.

## Дефиниција
Постоје различите дефиниције институција. Ове дефиниције подразумевају различите нивое формалности и организационе сложености. Најшире дефиниције могу укључивати неформалне, али регуларизоване праксе, као што је руковање, док најуже дефиниције могу укључивати само институције које су високо формализоване (нпр. имају одређене законе, правила и сложене организационе структуре).
Према Волфгангу Стреку и Кетлин Телен, институције су у најопштијем смислу „грађевински блокови друштвеног поретка: представљају друштвено санкционисана, односно колективно наметнута очекивања у погледу понашања одређених категорија актера или обављања одређених активности. Типично, они укључују међусобно повезана права и обавезе актера.“ Социолози и антрополози имају опширне дефиниције институција које укључују неформалне институције. Политолози су понекад дефинисали институције на формалније начине где трећа лица морају поуздано и предвидљиво да примењују правила која регулишу трансакције прве и друге стране.
Једну истакнуту институционалистичку дефиницију институција рационалног избора дао је Џек Најт који дефинише институције као „скуп правила која структурирају друштвене интеракције на одређене начине“ и да „знање о овим правилима морају да деле чланови релевантне заједнице или друштва." Дефиниције Најта и Рендала Калверта искључују чисто приватне идиосинкразије и конвенције.
Даглас Норт тврди да су институције „људски осмишљена ограничења која обликују интеракцију“. Према Норту, оне су критичне детерминанте економског учинка, које имају дубоке ефекте на трошкове размене и производње. Он наглашава да мале историјске и културне карактеристике могу драстично да промене природу једне институције. Дарон Асемоглу, Сајмон Џонсон и Џејмс А. Робинсон се слажу са анализом коју је изнео Норт. Они пишу да институције играју кључну улогу у путањи економског раста, јер економске институције обликују могућности и ограничења улагања. Економски подстицаји такође обликују политичко понашање, пошто одређене групе добијају више предности од економских резултата од других, што им омогућава да стекну политичку контролу. Засебан рад Асемоглуа, Робинсона и Франциска А. Галега описује односе између институција, људског капитала и економског развоја. Они тврде да институције постављају једнаке услове за конкуренцију, чинећи институционалну снагу кључним фактором економског раста. Аутори Стивен Левитски и Марија Викторија Муриљо тврде да институционална снага зависи од два фактора: стабилности и спровођења. Нестабилна институција која се не спроводи је она у којој се слаба правила игноришу и актери нису у стању да остваре очекивања на основу свог понашања. У слабој институцији, актери не могу зависити једни од других да би деловали у складу са правилима, што ствара препреке за колективно деловање и сарадњу.
Други друштвени научници су испитивали концепт институционалног закључавања. У чланку под насловом „Clio and the Economics of QWERTY” (1985), економиста Пол А. Дејвид описује технолошко закључавање као процес којим одређена технологија доминира тржиштем, чак и када технологија није најефикаснија од оних које су доступне. Он даље објашњава да је закључавање резултат зависности од путање, где рани избор технологије на тржишту приморава друге актере да изаберу ту технологију без обзира на њихове природне преференције, што доводи до тога да се та технологија „закључава“. Економиста В. Бријан Артур применио је Дејвидове теорије на институције. Као и код технологије, институције (у облику закона, политике, друштвених прописа или на неки други начин) могу постати закључане у друштву, што заузврат може обликовати друштвени или економски развој. Артур примећује да иако институционално закључавање може бити предвидљиво, често га је тешко променити када је закључано због његових дубоких корена у друштвеним и економским оквирима.
Рендал Калверт дефинише институцију као „еквилибријум понашања у основној игри“. То значи да „мора бити рационално да се скоро сваки појединац скоро увек придржава прописа понашања институције, с обзиром на то да су скоро сви остали појединци то чине“.
Роберт Киохане је дефинисао институције као „упорне и повезане скупове правила (формалних или неформалних) која прописују улоге понашања, ограничавају активности и обликују очекивања.“ Семјуел П. Хантингтон је дефинисао институције као „стабилне, цењене, понављајуће обрасце понашања.” I
Авнер Греиф и Дејвид Лајтин дефинишу институције „као систем људских нефизичких елемената – норми, веровања, организација и правила – егзогених за сваког појединца на чије понашање утиче и генерише правилности понашања.“ Поред тога, прецизирају да су организације „институционални елементи који утичу на скуп веровања и норми које могу бити самоспроводљиве у трансакцији која се разматра. Правила су упутства за понашање која олакшавају појединцима когнитивни задатак да изаберу понашање дефинисањем ситуације и координацијом понашања.”
Све дефиниције институција генерално подразумевају да постоји ниво постојаности и континуитета. Закони, правила, друштвене конвенције и норме су сви примери институција. Организације и институције могу бити синоними, али Џек Најт пише да су организације уска верзија институција или представљају кластер институција; ова два појма су различита у смислу да организације садрже унутрашње институције (које управљају интеракцијама између чланова организација).
Неформална институција има тенденцију да има друштвено заједничка правила, која су неписана, а ипак су често позната свим становницима одређене земље, као такве се често називају инхерентним делом културе дате земље. Неформалне праксе се често називају „културним“, на пример клијентелизам или корупција се понекад наводи као део политичке културе на одређеном месту, али неформална институција сама по себи није културна, она може бити обликована културом или понашањем неког другог политичког пејзажа, али их треба посматрати на исти начин као и формалне институције да би се разумела њихова улога у датој земљи. Однос између формалних и неформалних институција је често блиско усклађен и неформалне институције ступају на снагу да подрже неефикасне институције. Међутим, пошто немају центар који усмерава и координира њихово деловање, промена неформалних институција је спор и дуготрајан процес.
Према Џефрију М. Хоџсону, погрешно је рећи да је институција облик понашања. Уместо тога, Хоџсон наводи да су институције „интегрисани системи правила који структурирају друштвене интеракције“.

## Установе према Закону о јавним службама
Закон о јавним службама РС одређује установу као посебан и по значају први облик организовања јавне службе, који 
обавља делатности и послове којима се обезбеђује остваривање права грађана, односно задовољавање потреба грађана и
организација.

## Врсте установа
Према садржини, установе могу бити: правне, социјалне, економске, политичке, културне, верске, научне, образовне.
Законом о јавним службама РС одређује се више врста установа у области:
- образовања,
- науке,
- културе,
- физичке културе,
- ученичког и студентског стандарда,
- здравствене заштите,
- социјалне заштите,
- друштвене бриге о деци,
- социјалног осигурања и
- здравствене заштите животиња.